# 부대 마크
부대 마크(部隊mark)는 군부대를 상징하여 나타내기 위해 군복이나 모자 따위에 붙이는 표로, 정식 명칭은 부대 표지(部隊標識)이다. 주로 전투복 상의와 야전 상의의 왼쪽 상완에 부착한다. 군복이외에 군기등 해당 부대를 나타내는 데 사용되기도 한다. 대부분 사단단위로 부대 마크가 되어 있으며 일부 독립여단의 경우에도 부대 마크가 있다. 군단, 야전군의 사령부에 소속된 군인들은 군단, 야전군의 단위로 부대 마크가 있다. 군단은 로마숫자, 야전군은 아라비아 수로 해당 부대 마크가 표기되어 있다. 단, 수도군단과 6군단의 부대 마크에는 로마숫자가 표기되지 않았다.

## 부착법
대부분의 육군 및 소수 국직부대 비육군의 경우 전투복과 야전상의 등에는 좌측 상완 부분에 소속부대의 마크를 부착한다. 일부 경우 지원부대의 마크를 우측 상완에 별도로 부착하기도 한다. 일부 군단 직할대 소속 병력은 군단 마크를 좌측 상완에, 예하 사단 마크를 우측 상완에 함께 다는 경우도 있으며 군수지원사령부 소속인 경우 좌측 상완에 소속부대인 군수지원사령부 부대 마크를, 우측 상완에는 지원부대인 군단 또는 사령부 마크를 함께 달기도 한다. 국군의무사령부 예하 전방지역 군병원 소속 의무병들은 국방부 직할 소속인지라 좌측 상완에 부대 마크가 없는 대신에, 지원하는 군단 또는 사령부의 마크를 우측 상완에 붙이기도 하다. 지원 대상부대가 아니더라도 원소속부대가 아닌 파견부대에서 근무 시엔 오른팔에 동일하게 단다. 해군의 경우 전투복에 육군과 동일한 위치에 부대 마크를 다는 경우는 UDT/SEAL, SSU 뿐이다. 그리고 현재 함상복으로 통합 중인 잠수함사령부 잠수함 승조원들이 잠수함에서 입는 잠수함복도 육군과 동일한 좌측 상완에 부대 마크를 달도록 개정되었고, 그 외 군종에선 부대 마크를 달지 않는다.
과거 육군 근무복 및 정복에 달던 원색 부대 마크는 왼쪽 주머니 덮개에 다는 작은 배지로 대체되어 더는 부착하지 않는다.

## 부대 마크 부착 부대
기본적으로는 대한민국 국군 중 육군만이 전투복에 부대 마크를 부착한다. 대한민국 국방부 직할부대(국직부대)와 합동참모본부, 대한민국 해군, 대한민국 공군, 대한민국 해병대는 일부 예외를 제외하고 기본적으로 부대 마크를 부착하지 않는다. 대신 함정, 항공기에 소속 부대 마크를 그려넣는다. 국직부대 중 한미연합군사령부, 국방부근무지원단, 국군수송사령부, 국군지휘통신사령부, 국군간호사관학교의 경우에는 부대 마크 부착이 규정되어 있기 때문에, 공군, 해군, 해병대임에도 전투복 한정으로 부대 마크를 부착하며, 그 외의 부대는 부대 마크를 부착하지 않는다. 
국군의무사령부에 소속된 의무 병과 인원들의 경우 왼팔에 흰색 바탕에 적십자, 출신군이 군종에 맞는 색으로 새겨진 별도 표지를 부착한다. 이는 육군 사단 의무대급 부대 근무자에서 연대, 대대급 부대에도 확대 적용되었다.
수도방위사령부 소속 대통령경호처/지원부대의 경우에는 편제상으로 수도방위사령부 소속이지만 지휘계통 상으로는 대통령경호처 소속이기에 부대 마크를 부착하지 않는다. 하지만 전역일에는 수도방위사령부 부대 마크를 달고 전역한다. 제 90정보통신단은 국군지휘통신사령부 소속이기 때문에 예외이다.
해군/공군 중 해군 해난구조전대와 해군 특수전전단의 전용 전투복, 조종사와 조작사 등 비행복을 착용하는 인원들은 부대 마크를 부착하며, 공군전술항공통제단 또한 육군과 자주 다니는 특성을 감안하여 2007년의 공군 부대 마크 부착 폐지시 예외를 인정받아 부대 마크를 부착한다. 
카투사(Korean Augmentation To the United States Army) 소속 장병의 경우 복무 중에는 미 육군 전투복에 해당 미군 부대 마크를 부착하지만 전역 시에는 대한민국 육군 전투복에 출신 미 육군 부대의 부대 마크를 부착한 상태로 전역한다.

## 색상
과거의 부대 마크는 쉬운 구분을 위해 눈에 띄는 원색을 위주로 사용했지만, 2005년부터 위장효과 증가를 이유로 정복과 근무복 및 비행복용 마크는 원색 부대 마크를 부착하되 전투복용은 흑색/녹색 위주의 저시인성 마크로 바꾸기 시작하였다. 
전투복의 디자인이 신형 디지털 무늬 전투복으로 바뀌면서 일부 부대의 경우 녹색 계열 저시인성 마크를 배색에 어울리게 혹은 보다 위장성을 높이기 위해 검정색 계열로 바꾸기도 했다. 동시에, 원색의 비표도 신형 전투복부터 달지 않게 되었다.
공군의 경우, 1995년부터 단급 이상 단위 부대부터 원색 부대 마크를 부착하다가 육군이 저시인성 마크를 도입한 2005년 1월 1일부로 비행복 등을 제외한 대부분의 피복에 부대 마크 부착을 금지했다.